# Lars Nilsson (gynekolog)
Lars Bo Emil Nilsson född 23 september 1945 är en svensk gynekolog och forskare. Han har beskrivits som pionjär och specialist inom In Vitro-Fertilisering (IVF, "provrörsbefruktning").

## Biografi
Nilsson tog läkarexamen 1972. Han disputerade 1974 på en avhandling om mekanismerna för hypofyshormonernas reglering av äggstockarnas metabolism, och blev färdig specialist 1979. I slutet av 1970-talet blev han värvad av Lars Hambergers team vid Sahlgrenska sjukhuset. Han blev introducerad i IVF-världen, och medverkade till födseln av Nordens första IVF-baby 1982. Han har därefter medverkat till att drygt 7 000 barn fötts med hjälp av IVF.
Nilsson har därefter medverkat i teamets fortsatta utveckling med bland annat mikroinjektion av spermier i äggceller (ICSI) i början av 1990-talet. Han var i början av 2010-talet med i det team som var pionjärer med att ge kvinnor utan livmoder ett barn efter transplantation av en annan kvinnas livmoder.
Han gav 2019 ut sina memoarer i tre delar, som beskrivs som "en originell bok om reproduktion", samt även en berättelse om in vitro-fertiliseringens historia.